# Ciclomanzia
La ciclomanzia è una pratica divinatoria basata sul far roteare un oggetto o successivamente formulare profezie e trarre conclusioni sulla base del posizionamento e della direzione dell'oggetto a riposo, una volta esauritosi il moto rotatorio. In alcune tradizioni, una ruota o una trottola vengono fatte roteare su una superficie con caselle contrassegnate da lettere o numeri; le caselle più vicine alla direzione verso cui punta, una volta fermatosi, l'oggetto lasciato roteare vengono consultate. In altre tradizioni, qualsiasi oggetto adatto allo scopo può essere fatto ruotare su se stesso e la sua direzione al termine del moto può essere usata per ottenere semplici risposte binarie "sì/no" o altre indicazioni: per esempio, se sulla superficie su cui avviene il moto rotatorio vengono posti due oggetti dal significato simbolico diverso tra loro (o anche opposto), oppure due percorsi simbolici divergenti tra loro, si sceglie il percorso o l'oggetto più vicino a dove l'oggetto precedentemente messo in moto ha esaurito la sua rotazione. Il popolare gioco della bottiglia è vagamente basato sull'impostazione di base della ciclomanzia.